# Saltimbocca

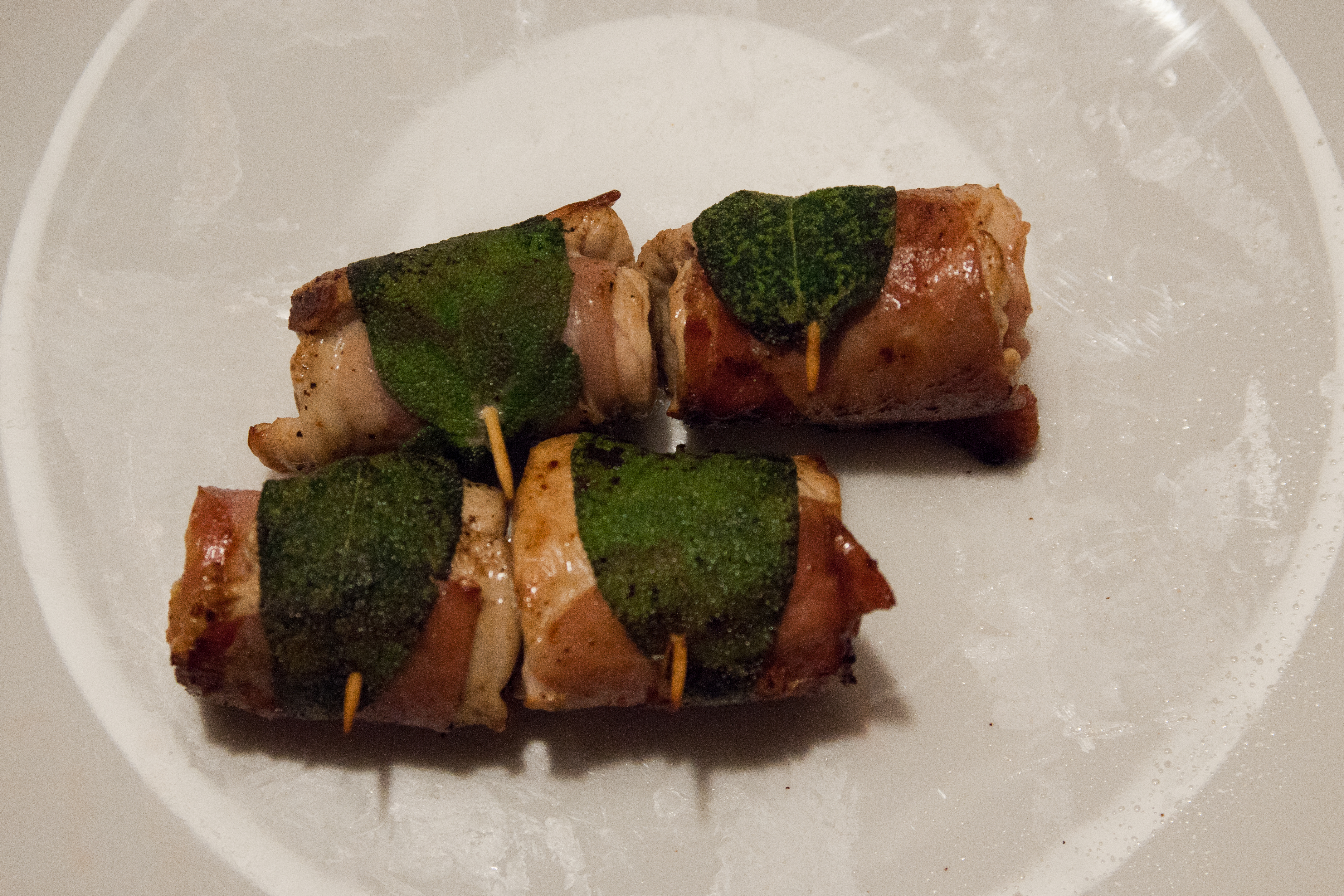
Saltimbocca alla romana

Saltimbocca (od wł. salta in bocca – dosł. „skacze do ust”) – eskalopki cielęce, popularna potrawa kuchni włoskiej. 
Przyrządzane z lekko rozbitego płata cielęciny (carne di vitello) oraz plasterka surowej szynki (prosciutto crudo), obłożonych liściem szałwii, zwiniętych w rulon i obsmażanych na maśle, a następnie duszonych z dodatkiem białego wytrawnego wina. Danie to uważane jest za typowe dla kuchni rzymskiej (alla romana).